# Una spia al liceo
Una spia al liceo (So Undercover) è un film del 2012 diretto da Tom Vaughan.
Pellicola statunitense con protagonisti Miley Cyrus, Jeremy Piven e Mike O'Malley.

## Trama
Molly Morris è una giovane detective privata, che ha lasciato la scuola per aiutare suo padre Sam, ex poliziotto, che a causa del gioco d'azzardo ha perso il suo lavoro. Mentre la ragazza spia un autista di camion, le si avvicina un certo Armon Ranford, dicendole di essere un agente dell'FBI che vuole offrirle un lavoro. Molly dovrà infiltrarsi sotto una nuova identità in una confraternita femminile di un college per ottenere informazioni su Alex, figlia di un mafioso pentito, la quale nasconde dei documenti segreti di suo padre, testimone chiave contro un ex gangster. Dovrà diventare la sua migliore amica così da ottenere quei documenti. Inizialmente Molly declina l'offerta, ma quando scopre che suo padre ha perso migliaia di dollari nell'ennesima scommessa decide di accettare. È così, rinnovata nel look da una stilista stravagante di nome Bizzy acquisisce la nuova identità di Brook Stonebridge.
Al suo primo giorno al College, incontra la presidentessa della confraternita Sasha Stolezinsky, che asserisce di aver fatto la modella in Croazia. Incontra anche Alex e si comporta come se fossero andate insieme in un campo estivo da bambine. Deve condividere una stanza con Becky Slotsky, che così come Molly è un po' diversa dalle altre sorelle. Lo stesso giorno, si imbatte anche nell'affascinante biker Nicholas Dexter, mentre lucida una moto rara. Egli è stupito che lei sia un'esperta di moto e crede che lei non sia una studentessa. Molly nega questo e scappa via. Quest'ultima diventa sempre più popolare tra le sue consorelle ma Sasha ne diventa gelosa e le regala un braccialetto in segno di solidarietà e amicizia. La mattina seguente esso è identificato da Cotton Roberts come proprio e Sasha accusa Molly di essere la cleptomane che ruba oggetti di tutte le consorelle e mostra loro una scatola con dentro tutta la refurtiva, asserendo di averla trovata in camera della ragazza.
Nel frattempo riceve un ordine da Armon, ossia conoscere meglio Nicholas, che è amico di Alex, per sapere se sia chi dice di essere. I due escono insieme e lui si confida molto con Molly e alla fine della serata si baciano e la ragazza deve ammettere che lei è innamorata di Nicholas. Al contempo, Molly si avvicina anche ad Alex e apprende che questa, al di fuori delle lezioni, frequenta il Professor Talloway. Inoltre, Armon dice che Bizzy è stata assassinata da un traditore nel campus. Molly riferisce all'uom che cosa ha scoperto e di avere informazioni su Sasha, poiché crede che lei non dica la verità. La ragazza segretamente si intrufola nella stanza della presidentessa e vi trova un libro di un annuario, dove scopre che il suo vero nome è Suzy Walters. Sasha ammette questo e le chiede di non dire niente, perché lei era una ragazza impopolare e finalmente grazie a una borsa di studio, adesso vive il suo sogno. Molly vuole solo che lei dica agli altri la verità circa gli oggetti rubati. Sasha confessa a tutte le consorelle che è lei a soffrire di cleptomania.
Al successivo incontro con Armon, lui le rivela che è Nicholas il traditore. Molly non ci crede in un primo momento, ma viene convinta da Armon. Ad una festa, lei lo mette alle strette ma lui non ha idea di che cosa Molly stia parlando. Lei è così arrabbiata che lo ammanetta al termosifone. Dalla finestra, vede Alex che entra in auto, scappa e viene seguita da un'altra vettura. Molly afferra la moto di Nicholas e va dopo di loro. Lei arriva a casa del professor Talloway e trova dei documenti che dimostrano che quest'ultimo è dell'FBI. Poco dopo, viene attaccata da uno sconosciuto che riesce a fuggire. A Molly diventa subito chiaro che Armon non è un agente dell'FBI, ma è lui il traditore. Raggiunge Talloway che è ferito e lui le dice che Armon ha rapito Alex. Molly lo mette alle strette e gli dice che lei ha i documenti che cerca e glieli consegnerà a patto che lui liberi Alex. Si incontra con lui nel campus, ma Armon ha la meglio e vanno in una stanza della confraternita per prendere i documenti, tra lui e Molly inizia una lotta, dove anche il padre della ragazza, che lei aveva chiamato, è coinvolto. Quest'ultimo riesce a sopraffare Armon e a farlo arrestare.
Alla fine, Molly decide di proseguire il College e suo padre ottiene indietro suo lavoro come ufficiale di polizia, come gesto di gratitudine per il lavoro svolto.